# Carastelec
Carastelec es una comuna ubicada en el distrito de Sălaj, Rumania.

## Superficie
Posee una superficie de 39,07 kilómetros cuadrados.

## Demografía
Hasta 2021 la población era de 1044 habitantes, con una densidad de población de 26,72 habitantes por kilómetro cuadrado.